# Verhelen

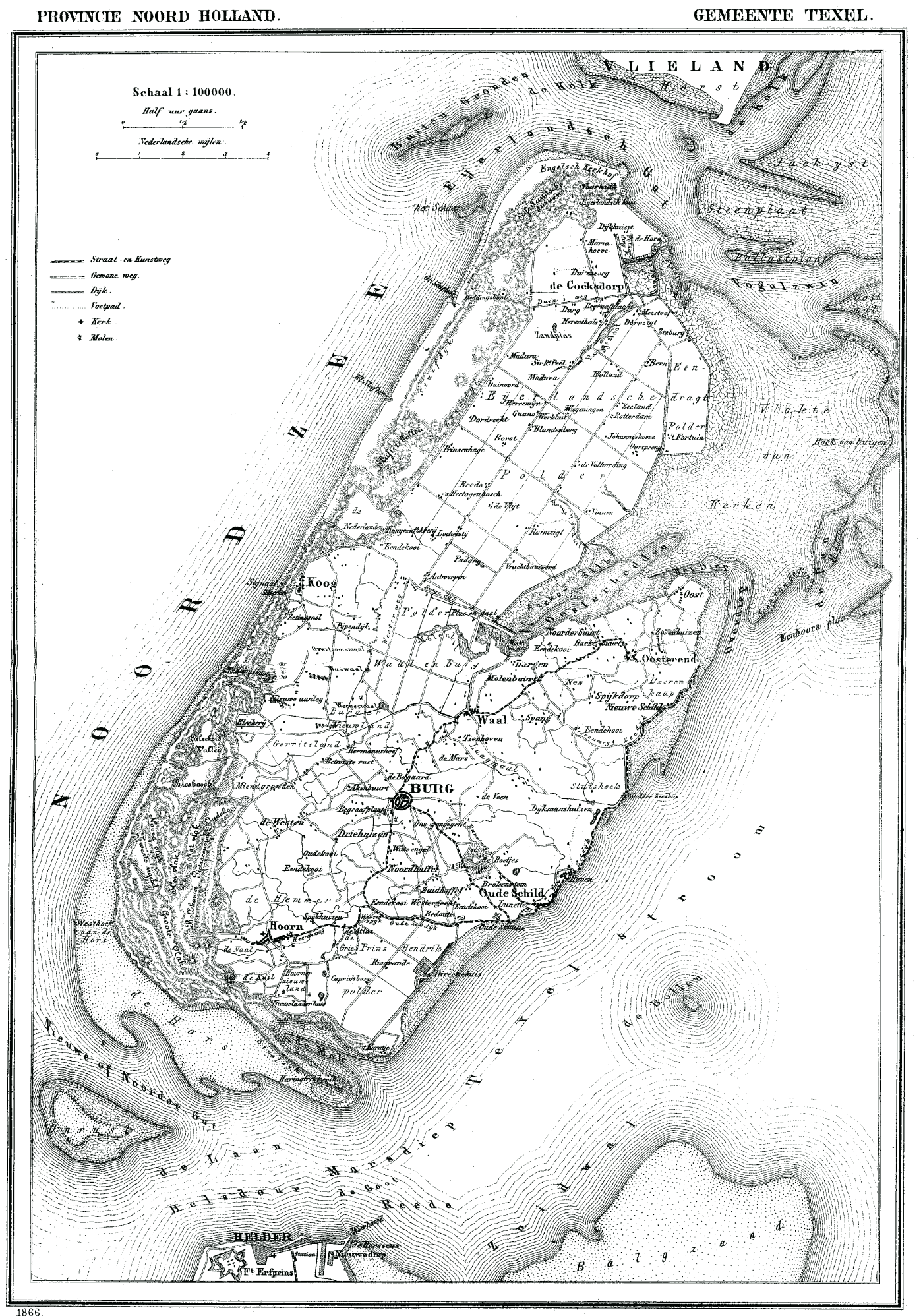
Kaart van Texel uit 1866. Aan de zuidpunt van het eiland ligt het eerder verheelde "De Hors", in het zeegat de plaat "Onrust", die in 1910 met Texel zou verhelen

Verhelen, meest gebruikt als verheling, is het aan een kust vastgroeien van zandbanken. Ook het samensmelten van enkele kleinere zandbanken tot een grote wordt met deze term aangeduid. 
Langs de Noordzeekust zijn hoeveelheden zand onder en boven water continu in beweging. Zandbanken ontstaan en verdwijnen weer, of ze ontstaan en "wandelen" in loop van tijd naar de kust en verhelen met het strand.

## Verheling met Texel
Enkele voorbeelden van verheling zijn de zandbanken De Hors, Onrust en Noorderhaaks. Ze ontstonden alle drie in de zeemonding van het Marsdiep, tussen Texel en Den Helder. De Hors verplaatste zich naar het noordoosten en verheelde met Texel in 1749. Het was vermoedelijk de vijfde zandplaat die met Texel verheelde sinds het ontstaan van het Marsdiep eind twaalfde eeuw. Later ontstond de zandbank Onrust en ook deze verplaatste zich in de loop van anderhalve eeuw naar de zuidpunt van Texel. In 1910 verheelde ze met De Hors en daarmee met Texel. Daar waar de bakermat van Onrust lag, ontstond vervolgens Noorderhaaks, dat mogelijk eenzelfde lot beschoren zal zijn, waarna in de Marsdiepmonding een nieuwe plaat zal ontstaan.